# Micronatie
Een micronatie is een (zeer) kleine geografische of virtuele eenheid, die kenmerken vertoont van een staat, maar die als zodanig niet volkenrechtelijk erkend wordt. De omvang en vormgeving variëren, evenals de geclaimde bestaansgrond. Meestal zijn micronaties kleiner dan enkele vierkante kilometers. Sommige stichters zien het als een hobby, anderen menen het serieus. Van geografisch afgebakende micronaties streven de 'burgers' naar enige vorm van politieke, economische of culturele onafhankelijkheid, soms uitmondend in afscheidingsprojecten. Hoewel deze 'staten' niet erkend worden, komt het voor dat de overheid van het moederland geen juridische of militaire acties onderneemt en de geclaimde ""onafhankelijkheid"" wordt geduld of gedoogd, zoals in het geval van Sealand of Rozeneiland.
Een micronatie kan ontstaan of althans worden uitgeroepen op plekjes op de kaart als bijvoorbeeld verlaten boorplatforms, afgelegen eilandjes of stukken land tussen meanderende rivieren die de grens vormen tussen twee erkende staten en waarvan in de loop der jaren na de vaststelling van die grens de loop is veranderd, zoals het geval was bij Liberland, gelegen tussen Kroatië en Servië.
De term micronatie wordt ook wel gebruikt om virtuele vormen van een staat aan te geven. Soms zijn deze gekoppeld aan een tv-programma. Het zijn een soort simulaties waarin betrokkenen, zoals tv-kijkers "burger" van deze virtuele staat worden.
Micronaties moeten niet verward worden met ministaten zoals Monaco of Vaticaanstad of het voormalige Neutraal Moresnet.

## Micronatie als zelfverklaarde soevereiniteit

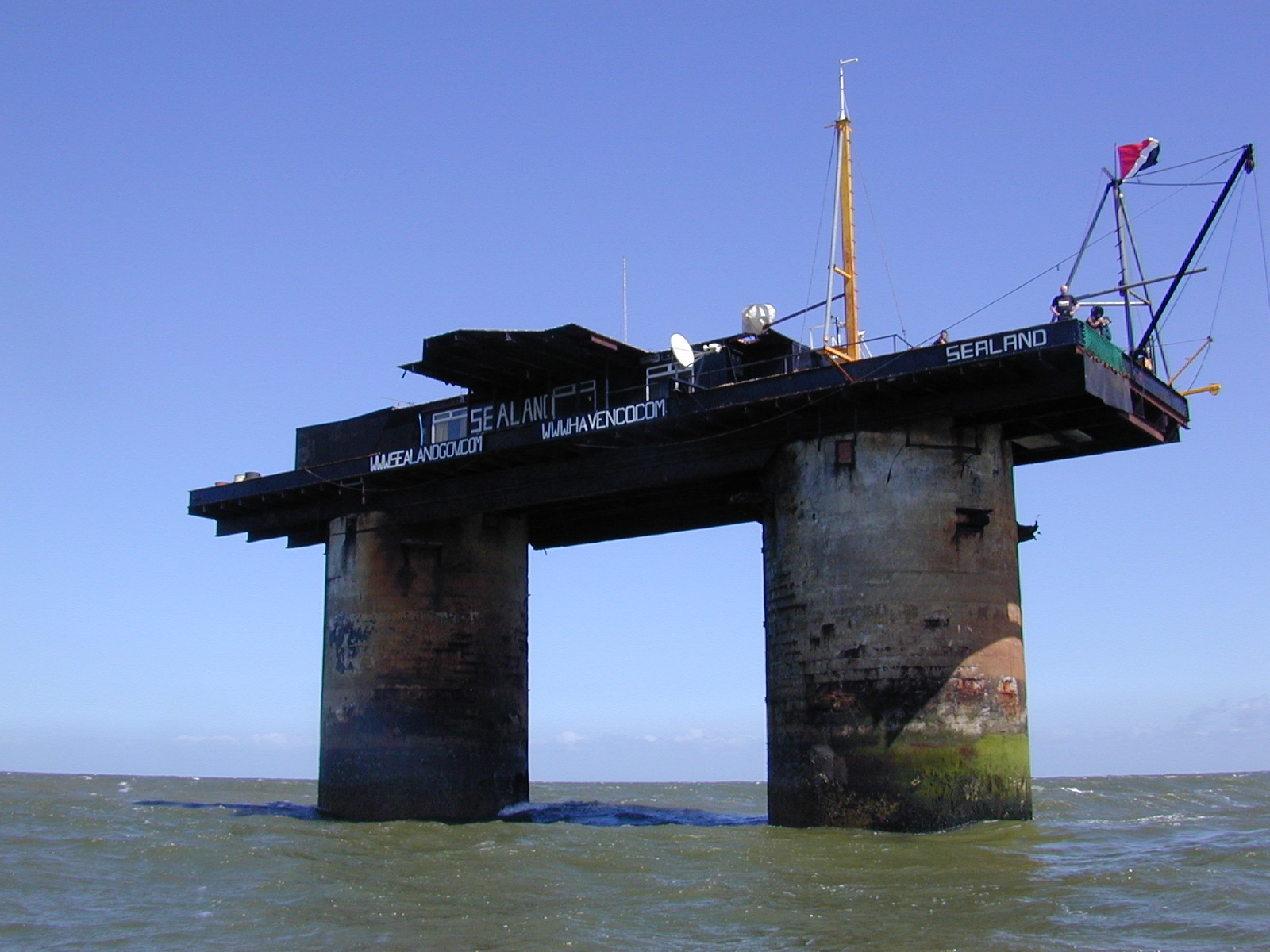
Sealand

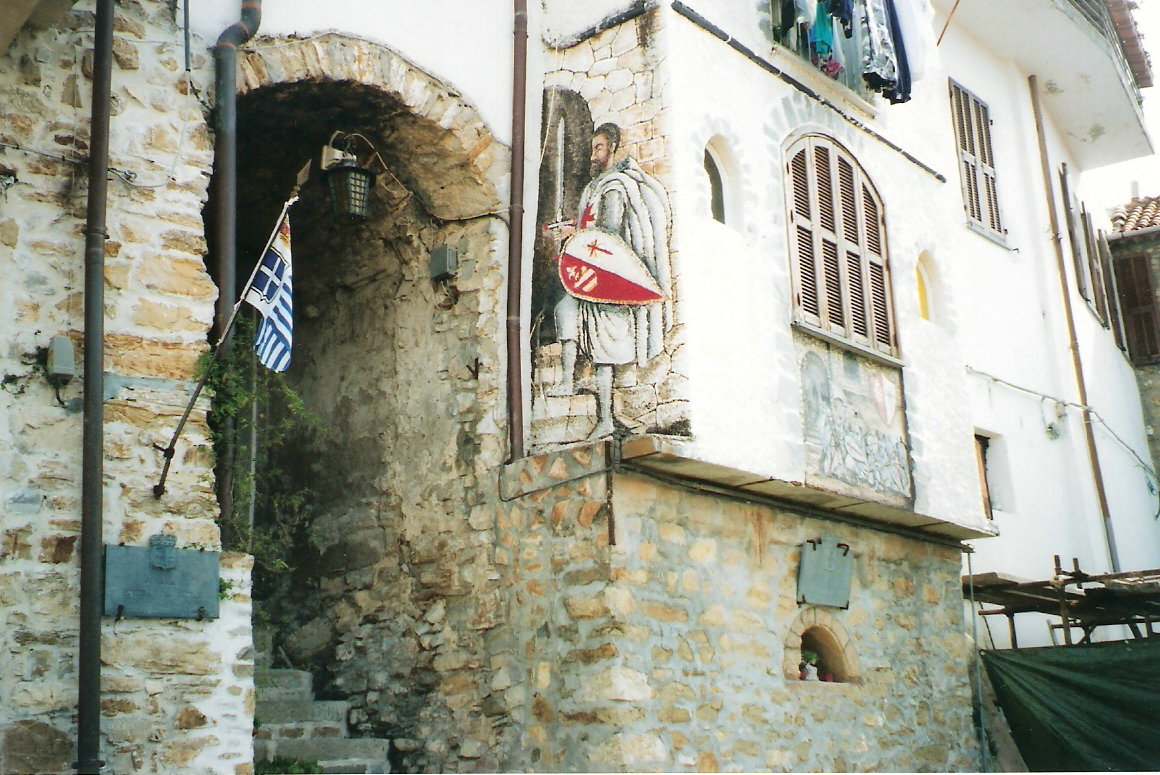
Seborga

Soms wordt de onafhankelijkheid van een gebied uitgeroepen omdat de bewoner of bewoners zich niet kunnen vinden in de wetten van het land waarvan zij zich afscheiden. Naast politieke redenen kan het gaan om culturele, artistieke, humoristische, toeristische, ecologische, criminele of economische motieven. Zo'n onafhankelijkheidsverklaring wordt meestal niet ernstig genomen door de grote "erkende" staten. Een voorbeeld is Seborga, een Italiaans dorp dat zich op basis van enkele oude documenten onafhankelijk verklaarde en onder meer zijn eigen postzegels uitgeeft.
Wellicht de bekendste van dit type micronaties is Sealand, een oud kunstmatig eiland dat door Roy Bates onafhankelijk werd verklaard in 1967. De rechter in Engeland oordeelde dat Sealand in internationale wateren lag en dus niet onderhevig was aan het Engelse recht zodat het de facto onafhankelijk is. Een historisch voorbeeld van een micronatie die dicht bij daadwerkelijke onafhankelijkheid kwam was de Vrijstaat Flessenhals, die tussen 1919 en 1923 als onafhankelijk staatje functioneerde.
Voorbeelden van meer of minder serieuze micronaties zijn (in alfabetische volgorde):
| - Akhzivland - Conchrepubliek - Dominion of British Florida - Forvik Island - Gay and Lesbian Kingdom of the Coral Sea Islands - Hay-on-Wye - Hutt River - Koninkrijk Talossa | - Koninkrijk Tavolara - Liberland - Prinsdom Sealand - Redonda - Rozeneiland - Saugeais - Užupis - Vrijstad Christiania |

## Hobby-micronationalisme
Veruit de meeste micronaties zijn geboren vanuit hobbyoverwegingen of hebben een spelelement. Het zijn in essentie simulaties, met verschillende gradaties van ernst. In tegenstelling tot rollenspellen en geofictie, hebben deze micronaties échte leden ("burgers") die meestal met elkaar wedijveren of samenwerken in discussiefora. Deze micronaties werken meestal via het Internet, maar organiseren soms echte ontmoetingen. Ze experimenteren vaak met verschillende staatsvormen, stellen grondwetten op, ontwerpen een vlag, houden verkiezingen, hebben staatshoofden, enzovoorts. Het aantal deelnemers varieert. Vele micronaties geraken nooit verder dan de opstartfase.
Een variant zijn tv-micronaties, waarbij kijkers de burgers zijn. Het VTM-programma Robland was gebaseerd op de BBC-reeks How to start your own country, waarin Danny Wallace het land "Lovely" probeert op te richten.